# Réseaux (chanson)
 (août 2017).
Si vous disposez d'ouvrages ou d'articles de référence ou si vous connaissez des sites web de qualité traitant du thème abordé ici, merci de compléter l'article en donnant les références utiles à sa vérifiabilité et en les liant à la section « Notes et références ».
Pour les articles homonymes, voir Réseau (homonymie).
Singles de Niska
Chasse à l'homme
(2017) Salé
(2017)
Clip vidéo
[vidéo] « Niska - Réseaux », sur YouTube
Pistes de Commando
Story X
(1) La wewer
(3)
Réseaux est une chanson du rappeur français Niska sortie le 14 juillet 2017.
Elle se classe en tête du classement des singles en France pendant 11 semaines. Son clip vidéo compte plus de 320 millions de vues. 

## Accueil commercial
Réseaux est sorti le 28 juillet 2017 et est resté en tête des charts singles en France pendant 11 semaines consécutives. En septembre 2017, soit trois mois après sa sortie, la chanson a reçu le single de diamant,. 

## Liste des pistes

### Réseaux
| No | Titre   | Durée |
| -- | ------- | ----- |
| 1. | Réseaux | 3:30  |

### Réseaux (Remix)
| No | Titre                                         | Durée |
| -- | --------------------------------------------- | ----- |
| 1. | Réseaux (Remix) (feat. Quavo et Stefflon Don) | 3:03  |

| No | Titre                             | Durée |
| -- | --------------------------------- | ----- |
| 1. | Réseaux (K¡K¡ Remix) (feat. Nimo) | 3:19  |

## Classements
| Classement (2017)                       | Meilleure position |
| --------------------------------------- | ------------------ |
| France (SNEP)                           | 1                  |
| Belgique (Wallonie Ultratop 50 Singles) | 1                  |
| Belgique (Flandre Ultratop 50 Singles)  | 23                 |
| Suisse (Schweizer Hitparade)            | 6                  |
| Suisse (Charts Romandie)                | 6                  |
| Allemagne (Media Control AG)            | 41                 |

| Classements (2017)                      | Position |
| --------------------------------------- | -------- |
| Belgique (Wallonie Ultratop 50 Singles) | 21       |
| France (SNEP)                           | 3        |

| Classements (2018) | Position |
| ------------------ | -------- |
| France (SNEP)      | 49       |

## Certifications
| Région                                                                     | Certification | Ventes/Streams |
| -------------------------------------------------------------------------- | ------------- | -------------- |
| France (SNEP)                                                              | Diamant       | 50 000 000*    |
| Belgique (BEA)                                                             | Platine       | 40 000*        |
| xNon précisé par la certification ‡ventes/streaming selon la certification |               |                |

## Remix
Une version remixée de Réseaux sort le 27 avril 2018 avec Quavo et Stefflon Don. Un clip est dévoilé le 27 juin 2018.
Un autre remix est dévoilé le 10 juillet 2018 intitulé Réseaux (K¡K¡ Remix) en featuring avec Nimo.